# Chironomus melanescens
Chironomus melanescens är en tvåvingeart som beskrevs av Keyl 1961. Chironomus melanescens ingår i släktet Chironomus och familjen fjädermyggor. Arten har ej påträffats i Sverige. Inga underarter finns listade i Catalogue of Life.